# Енакиев, Валериан Александрович
Валериан Александрович Енакиев (1825—1882) — российский государственный деятель, тайный советник. Пермский губернатор (1878—1882).

## Биография
Родился в 1825 году в Нижегородской губернии в старинной дворянской фамилии, происходившей из Сербии. По окончании Дворянского полка в марте 1844 года начал гражданскую службу в Москве, а затем в Могилёве. В 1863 году он был назначен правителем канцелярии военного губернатора г. Гродно и гродненского гражданского губернатора. В этой должности «имея дело с лицами, подозреваемыми и обвиняемыми в польском восстании, он умел отличить неопытных, увлекшихся юношей от лиц действительно виновных». Затем он был переведён в Минское губернское правление. В марте 1868 года был назначен вице-губернатором в Гродно и занимал эту должность в течение 10 лет. С 30 августа 1872 года — действительный статский советник. Был удостоен звания Почётного гражданина г. Гродно.
С 21 апреля 1878 года В. А. Енакиев был назначен на должность пермского губернатора. В Пермь он приехал в июле 1878 года, взяв с собой группу чиновников с прежнего места службы. «Человек прекрасно образованный, - отмечал В. В. Голубцов, - Валериан Александрович имел отличную библиотеку, которую оставил своему крестному Ив. А. Маркевичу». Однако в это время он был уже серьёзно болен, и большую часть своего времени проводил в рабочем кабинете, прослыв затворником.
В годы правления Енакиева Пермь превратилась в крупный транспортный узел: 24 августа 1881 года был торжественно открыт первый участок Уральской горнозаводской железной дороги — от Перми до Чусовой, а через два месяца поезда пошли по всей линии, до Екатеринбурга. В том же году открылось Техническое училище Уральской железной дороги. При Енакиеве значительно оживилась общественная и культурная жизнь края. Активизировалась работа губернского статистического комитета. После многолетнего перерыва возобновилось издание «Адрес-календарей Пермской губернии». В 1880 г. статистическое бюро при губернской земской управе закончило описание трех уездов губернии и выпустило в свет обработанные Е. И. Красноперовым «Материалы для сельскохозяйственной статистики Пермской губернии» (по Красноуфимскому, Шадринскому и Верхотурскому уездам). В 1881 году начал издавать свою монументальную «Пермскую летопись» В. Н. Шишонко.
Один из современников указывал: «Интересуясь краем, Валериан Александрович всякое исследование в Пермской губернии встречал с большим сочувствием, и каждый приезжающий исследователь, обращавшийся к нему за помощью, вперед мог быть уверенным встретить со стороны его все то содействие, какое он мог оказать»; «в приёмной его можно было встретить лиц самых разнообразных. При этом бросалось в глаза замечательное терпение, с которым он выслушивал людей тёмных, понять которых не всегда бывает легко».
Воспоминания о губернаторе Енакиеве оставил писатель В. Г. Короленко, оказавшийся в Перми в сентябре 1880 года: «Наконец, по Уральской железной дороге мы приехали в Пермь. Полицмейстер, высокий худощавый человек желчного вида, тотчас же отправился с нами к скромному одноэтажному губернаторскому дому. Нас ввели прямо в гостиную, где нас встретил губернатор Енакиев. Это был человек средних лет с оригинальной наружностью. Полный, с довольно большим животом, с выдающимся резким профилем, без признаком растительности, эта фигура как будто сошла с какого-то дагерротипа XVIII столетия, изображавшего екатерининского вельможу…»; «Енакиев меня очень интересовал, и я не видел причины отказываться от этих разговоров. На его недоуменный вопрос я ответил совершенно откровенно. Я не террорист. Объясняю террор невыносимым правительственным гнетом, подавившим естественное стремление к самодеятельности русского об-ва… Енакиев слушал эти мои откровения с явным интересом и в этом месте нашего разговора встал, заглянул в приемную и запер дверь. После этого всякий раз, когда я приходил к нему, он не забывал эту предосторожность. Часто он и сам при закрытых таким образом дверях сообщал мне новости и слухи из административных сфер…»
Умер 18 (30) июля 1882 года. Похоронен в ограде Кафедрального Спасо-Преображенского собора (Архиерейское кладбище).

## Награды
- Орден Святой Анны 1-й ст. (1880);
- Орден Святого Станислава 1-й ст. (1875);
- Орден Святого Владимира 3-й ст. (1870).

Был также награждён светло-бронзовой медалью на Андреевской ленте в память войны 1853-1856 гг. и темно-бронзовой медалью в память усмирения польского мятежа 1863-1864 гг.